# إيتان كولبرغ
إيتان كولبرغ أو كوهلبرغ (بالعبريَّة: איתן קולברג وباللغة الإنجليزية: Etan Kohlberg) (وُلد عام 1943) هو أستاذ فخري في قسم اللغة العربية وآدابها في الجامعة العبرية بأورشليم، وهو عضو في الأكاديمية الإسرائيلية للعلوم. نال عام 2008 جائزة روتشيلد للعلوم الإنسانيَّة وجائزة أ.م.ت. للدِّراسات الشّرقيَّة.

## حياته
وُلد إيتان كولبرغ في تل أبيب لوالديه يهوشع وإيرما كولبرغ. درس في صباه علم الموسيقى والعزف على البيانو. تلقّى تعليمه الابتدائيّ في مدرسة المعهد التربويّ المُتَّحد أ وتلقّى علومه الثّانوية في المدرسة البلدية أ، وكلاهما في تل أبيب، كما درس المرحلة المتوسِّطة في معهد جون أوف آرك، والمدرسة الثّانويَّة للموسيقى والفنون في نيويورك. بدأ بدراسة اللُّغة العربية في المدرسة الثانوية أ، وتتلمذ فيها على مريم سوليل وأبراهام لافي. التحق بالجامعة العبرية في الموسم الدراسي 1963-1964 ودرس فيها اللغة الإنجليزية واللغة العربية. أخذ العلم عن مئير يعكوف كيستر، دافيد أيلون، يهوشع بلاو، موشيه بيامنتا وفسح شنعار. نال اللّقب الأوَّل عام 1966 وحصل على اللّقب الثّاني عام 1968 (نال اللقبين مع درجة الامتياز الأولى). أكمل تعليمه لنيل درجة الدكتوراة في جامعة أوكسفورد خلال الأعوام 1971-1969 وكتب أطروحته بإشراف شموئيل شتيرن وريتشارد فالتسر. تناول في أطروحته مكانة الصحابة عند الشيعة الإثنا عشرية (الإماميَّة). عُيِّن عام 1972 محاضرًا في قسم اللغة العربية في الجامعة العبرية، وعمل في هذا القسم حتى خرج للتقاعد عام 2006. درَّس في الجامعة المساقات التّالية: تفسير القرآن، الأدب الشيعي القديم، نصوص صوفيَّة، الاستشهاد في الإسلام الوسيط، وتحقيق المخطوطات العربيّة. أشغل خلال الأعوام 1987-1989 منصب رئيس معهد الدراسات الآسيوية والإفريقية في الجامعة العبرية رُقِّيَ عام 1991 إلى درجة أستاذ. تولّى رئاسة كُرسي الدراسات الإسلاميّة على اسم ماكس شلوزنجر. درَّسَ في جامعة ييل (1978-1979)، وكان باحثًا زائرًا في المعهد العالي للأبحاث في برينستون (مرّتين) وفي معهد الدّراسات العُليا في الجامعة العبرية (مرّتين). انتُخب عام 1993 عُضوًا في الأكاديمية الوطنية الإسرائيلية للعلوم انتُدبَ 2001-2007 لتمثيل الأكاديمية في اللجنة الدائمة للعلوم الإنسانية التابعة لصندوق العلوم الأوروبي. حصل عام 2008 على جائزة روتشيلد للعلوم الإنسانية وعلى جائزة أ.م.ت للدراسات الشّرقيَّة.
متزوِّج من عازفة الكمان بات-شيبع سفلدي، وهو والد أوفير ويارون كولبرغ. وهو شقيق إيلون كولبرغ، أستاذ في كليَّة إدارة الأعمال في جامعة هارفرد وأحد الخبراء العالميين في نظرية الألعاب.

## مجالات أبحاثه ودراساته
تناول إيتان كولبرغ في أبحاثه التّاريخ الفكري والعقائديّ للفرق الإسلاميَّة، ولكنّ اهتمامه انصبّ على دراسة الشيعة الإثناعشرية (الإماميَّة) في العصور الوسطى، وموت الشّهادة وتطوُّر فكرة الاستشهاد في الإسلام، لكن كانت له في بداية عهده بالدراسات الإسلامية عناية خاصة بالأدب الصوفي والتصوف الإسلامي عمومًا.

## مؤلفاته

### كتاب جوامع آدابالصوفيةوعيوب النفس ومداواتها
```
هو 
[
1
]
 تحقيق علمي لكتابين في 
التصوف
 من تأليف 
أبي عبد الرَّحمن السُّلَمي
 (325 - 412 هـ / 
936
 - 
1021
 م). يتناول الكتاب الأول قواعد السلوك التي ينبغي على 
الصوفي
 السالك أن يلتزم بها تجاه الله، وتجاه نفسه، وتجاه رفاقه من 
المتصوفين
.أمّا الكتاب الثّاني فيتناول عيوب النفس باعتبارها أصل الأهواء والزّيغ، ويعرض السُّبُل إلى مداواتها. اعتمد كولبرغ في تحقيقه لهذين الكتابين على عددٍ من المخطوطات، وصدَّرَ تحقيقه بمقدِّمة 
باللّغة الإنجليزية
 تحدّث فيها عن حياة المؤلِّف وعن آثاره ومكانته في الأدب 
الصوفي
 في 
العصور الوسطى
. صدر الكتاب في 
القدس
 عام 
1976
، وأعيدت طباعته في 
القاهرة
 عام 
1981
، ثمّ في 
طهران
 عام 
1990
 مع ترجمة مقدمة المحقق إلى 
اللغة الفارسيَّة
.
```

### العقيدةوالشّريعةعندالشيعة الإمامية
هذا الكتاب  هو مجموعة مقالاتٍ تشملُ مُعظم أبحاث كولبرغ منذ عام 1975 وحتّى عام 1988. تتناولُ مقالاته قضايا الفكر، والتّاريخ، والأدب عند الشّيعة الإثنا عشريَّة.

### ابن طاووسومؤلفاته
يتناول كولبرغ في كتابه هذا  حياة ومؤلَّفات العالم الشّيعي رضي الدّين علي بن موسى بن جعفر بن طاووس المعروف بالسيد ابن طاووس (1193-1266) الذي عاش في العراق في حقبة الغزو المغولي. يتناولُ القسم الأوَّل من الكتاب حياة ابن طاووس، ومؤلّفاته، ومنهجه في التّأليف، ومكتبته، أمّا القسم الثّاني الَّذي يُشكِّلُ القسط الأكبر من الكتاب فيتضمَّن قائمة مُفصَّلة بجميع المؤلّفات الَّتي يقتبسُ منها ابن طاووس، ويُحيلُ إليها في مؤلّفاته (ويبلغ عددُ هذه المؤلّفات 669 كتابًا)، لقد كانت هذه الكتُب موجودة في مكتبة ابن طاووس الخاصَّة، وهي تتناول مواضيع شتّى، منها: الأحاديث الشيعيَّة والسُّنِّيَّة، الصَّلاة، تفسير القرآن، فضائل الأنبياء والأئمة، الفقه، التّاريخ، الرّقائق، الأدب، النّحو، علم الفلك، التّنجيم، علم الأنساب، وغير ذلك. لقد ضاعَ ثُلث هذه المؤلّفات ولَم يصِلنا، بل لم يكُن لدى الباحثين علمٌ بوجود بعضها أصلاً. وقيمة هذا الثَّبت مُضاعفة، فمن جهةٍ يُتيحُ لنا إطلالةً نادرة على العالَم الفكريّ لأحد العلماء المسلمين من العصور الوسطى، من خلال استرجاع أجزاء من مكتبته الغنيَّة، ومن جهةٍ ثانية تحُلُّ هذه القائمة إشكاليّات مختلفة في تاريخ المؤلّفات الشّيعيَّة في العصور الوسطى. وقد تُرجِمُ هذا الكتاب إلى اللغة الفارسيَّة، وصدر في قُم أحد أهم المراكز الدينيَّة عند الشّيعة في إيران عام 1993.

### الوحي والتّحريف:كتاب التّنزيل والتّحريفللسيّاري
حقّق كولبرغ هذا الكتاب

بالتّعاوُن مع محمد علي أمير معزي من مدرسة الدِّراسات العُليا في السّوربون، والمعهد الوطني للغات الشّرقيّة وحضاراتها في باريس. يتألَّفُ الكتابُ من قسمين رئيسيّين. القسم الأوَّل هو طبعة علميَّة مُحقَّقة لكتاب التّنزيل والتّحريف من تأليف العالم الشّيعي أبي عبد الله أحمد بن محمّد السيّاري الّذي عاش في القرن التّاسع الميلادي، وهو يتناول في هذا الكتاب قراءات القرآن المختلفة، ولهذا الموضوع أهميَّة بالغة في المؤلّفات الشّيعيَّة، لأنّ بعض عُلماء الشّيعة القُدماء يرونَ أَنّ النصّ القُرآنيّ قد أجرى عليه أعداءُ عليّ بن أبي طالب تغييرات كي يحذفوا من القرآن الآيات الّتي تُمجِّد عليًّا، وتُبيِّنُ أحقيّته في الخلافة، أو من أجل حذف الآيات الّتي تذمّ مخالفيه، وهذا الرّأي لم يعُد اليوم مقبولاً عند أكثر الشّيعة، ولكنّه كان له أنصارُه في بعض الأوساط الشيعيَّة خلال القرون الأولى للإسلام
.
يُعتَبَرُ هذا الكتاب الّذي يتكوَّن من 725 حديثًا منسوبًا لأئمة الشّيعة واحدًا من أهمّ النُّصوص الشّيعيَّة القديمة الّتي وصلتنا، وهو يتضمَّنُ أمثلة كثيرة على القراءات القُرآنيّة المختلفة، الّتي لم يكُن بعضثها معروفًا في المصادر الإسلاميَّة الأخرى. لاختلاف القراءات أهميّة كُبرى في فهم مراحل تكوين النّصّ القرآنيّ. اعتمدت هذه الطّبعة على أربع مخطوطات، وعلى مصادر مُتنوِّعة أخرى. أمّا القسم الثّاني من الكتاب فهو باللّغة الإنجليزيَّة، وقد استهَلّهُ المُحقّقان بمُقدِّمة تتناول موضوعين رئيسيّين هُما: 1. قضايا تاريخيَّة تتعلّق بجمع القرآن، والادّعاءات بتحريف القرآن. 2. تاريخ حياة السيّاري وكتابه حول اختلاف القراءات، وتُشكِّل التّعليقات الّتي وضعها كولبرغ القسط الأكبر من القسم الإنجليزيّ، وهي ملاحظات تُحيلُ إلى مصادر أخرى، وبعضها شُروح توضيحيّة للنصّ، وتعريف بالأعلام الواردة أسماؤُهُم في أسانيد الرّوايات المختلفة، والغاية من هذه الملاحظات هي جعل نصّ كتاب السيّاري مفهومًا، ووضعه في السّياق التّاريخي في عالم الفكر الإسلاميّ القروسطيّ.

## مجالات أبحاثه

### الشّهادة في الإسلام
يتناول كولبرغ في عدد من مقالاته بعض النّواحي في مفهوم الشّهادة في الإسلام القروسطيّ: مثل استخدام مصطلح شهيد في القرآن والحديث النّبويّ، والرّوايات حول أجر الشّهادة في الآخرة، والأنواع المختلفة للاستشهاد الّتي وردت في المصادر الإسلاميَّة، التّعريف الفقهيّ للشّهيد، والفارق الدّقيق بين موت الشّهادة (الّذي يعتبره الإسلام أسمى درجات الإيمان) وبين الانتحار، الّذي يُنكره الإسلام، ويرى فيه عملاً يُغضبُ الله ويوجبُ سَخَطَهُ.

### مصطلحات أساسيَّة فيالعقائدالشّيعيَّة
خصَّص كولبرغ عدّة مقالات لتوضيح مفاهيم أساسيَّة في العقائد الشيعيَّة، منها: الرّافضة، وهو لقب ذمّ للشّيعة. لقد أوضح كولبرغ في أبحاثه أنّ الشّيعة قد حوَّلوا هذا اللّقب إلى لقب للتّمجيد بإعطائه تفسيرًا جديدًا.
التّقيَّة وتعني واجب ستر العقيدة في المواقف المحفوفة بالمخاطر، وذلك بغية اتِّقاءَ الضّرر. ولهذا المبدأ أهميَّة خاصَّة عند الشّيعة، لأنّهم شَكَّلوا على مرّ التّاريخ أقليَّة مُضطهدة. وإلى جانب مظاهر وأشكال التّقيَّة هُناك اتّجاه آخر، ثمّة عدد من الشّيعة الَذين جاهروا بعقائدهم، ودفعوا أرواحهم ثمنًا لذلك. أشار كولبرغ في أبحاثه إلى التّصادُم الموجود بين هذين التّيّارين طوال تاريخ الشّيعة. كما تناول في مقالٍ له مدلول الاصطلاح مُحَدَّث (والمُحدَّثُ هُو الشَّخص الّذي تُكلِّمُهُ الملائكةُ بلا نُبُوَّة وَلا رؤية صورة، أو يُلْهَمُ لهُ وَيُلْقى في رَوْعِهِ شيءٌ مِنَ العِلْم على وجه الإلهام وَالمكاشفة من الملأ الأعلى) وهي قُدرات تُنسَبُ لأئمّة الشّيعة فقط الَّذين ينكت لهم في قلوبهم حقائق تخفى على غيرهم من النّاس. الرَّجعةُ ومعناها العوْدَةُ إلى الحياةِ بعدَ الموت، وهو أنَّ الله يعيد قومًا من الأموات إلى الدُّنيا قبل يوم القيامة في صورهم التي كانوا عليها، فيُعزُّ فريقًا ويُذلُّ فريقًا آخر، ويُديل المُحقّين من المُبطلين، والمظلومين منهم من الظّالمين، وذلك عند قيام المهدي. أوضح كولبرغ في مقالة أخرى مفهوم البَراءَة عند الشّيعة الإماميَّة، والمقصود بهذا المصطلح التّبرّي من أعداء الإمام، ومن كُلّ من ناصَبَ أهل البيت العداوة، ومن كُلّ من يكرههم، ويُشكِّلُ هذا المصطلح فرعًا من فروع الدّين لدى المسلمين الشيعة، وعلى الشّيعيّ أن يُظهر بالإضافة إلى البراءَة الموالاة، أو الولاية لأهل البيت، والأئمّة. وتحدَّث في مقالة مستفيضة له عن الكنية أبي تُراب الّتي أطلِقَت على الإمام الأوَّل عليّ بن أبي طالب، وأورد الرّوايات والآراء المختلفة الّتي حاوَلَت تقديم تفسيرات مختلفة لهذه الكُنيَة. تناول صاحب التّرجمة في أحد أبحاثه مصطلح إثنا عشريَّة، وهو الاسم الّذي يُطلَقُ على الشّيعة الإماميَّة، وقد تتبّع كولبرغ الانتقال التّاريخيّ من الاصطلاح إماميَّة إلى المصطلح إثنا عشريَّة، وأورَد في مقالٍ آخر أمثلة قديمة جدًّا استُخدِمَ فيها هذا المصطلح. وفي مقالة أخرى استوضح تطوُّر مفهوم الجهاد في الفقه الشّيعي، وبيَّنَ الفروق في مفهوم الجهاد عند الشّيعة عنه في الفقه السّنّي.

### الفقهالشّيعي
نشَرَ كولبرغ مقالتين تناول فيهما قضيتين فقهيّتين، تناول في الأولى الآراء الفقهيَّة المختلفة عند الشّيعة من ولد الزّنا (الطِّفل الَّذي هو ثمرة علاقة غير شرعيَّة بين رَجُلٍ وامرأة). أمّا المقالة الثّانية فقد تناول فيها مكانة المسلمين من المذاهب الأخرى في فقه الشّيعة الإماميَّة.

### مؤلّفاتالحديثوالجدل الدّيني عندالشّيعة
قدَّم كولبرغ عرضًا مُفصَّلاً عن مجاميع الأحاديث الشّيعيَّة، وبيَّنَ خصائصَها  كما دَرَسَ سلاسل الإسناد الفريدة والمُميَّزة في أسانيد الحديث الشّيعي. وعالج في بحثٍ آخر كُتُبَ الأصول (أيّ المصادر الأوَّليَّة) وهي أقدم المؤلّفات الدّينيَّة عند الشّيعة، وحسب الرِّوايات الشّيعيَّة كان عدد كُتُب الأصول قُرابَة 400 كتاب، وَصَلنا منها 20 فقط، ويستعرض المؤلِّف في هذا البحث تاريخ كُتُب الأصول وخصائصها، وسِيَر مؤلّفيها. ويُزاوِجُ في بحثٍ آخر بين علم الحديث، وبين الجدل الشّيعي ضدّ الصّحابة. إذ ترى السُّنَّة أنَّ صحابة النّبيّ محمّد يُشكِّلون العصر الذّهبيّ للإسلام بتقواهم، وسُلوكهم المثاليّ، بينما يذهبُ الشّيعة إلى أنّ كثيرًا من الصّحابة ارتكبوا أخطاءً جسيمة، لا سيّما وأنّهم لم يعترفوا بأحقيَّة الإمام عليّ بالخلافة بعد وفاة النّبيّ محمّد. وما زالت هذه النِّقطة تُشكِّل إحدى أهمّ النّقاط الخلافيَّة بين الشّيعة والسُّنَّة. وتناول الجدل الشّيعي ضدّ السُّنّة كما تجلّى في مؤلّفات العالم الشّيعي رضيّ الدين عليّ بن موسى بن جعفر المعروف بسيد بن طاووس (و. 1193- ت.1266 م) 
من أهمّ الدّراسات الّتي تناولت أبحاث كولبرغ حول علم الحديث عند الشّيعة الإثناعشريّة البحث الّذي أعدّه مصطفى مُطهّري، «المستشرق المعاصر إيتان كوهلبرغ وحديث الإماميّة»، ترجمة أسعد مندي الكعبي، كربلاء: دار الكفيل للطّباعة والنّشر والتّوزيع، 1436 هجـ/2014 م.

### تفسير القرآن،والقراءات القُرآنيَّةعندالشّيعة
لقد خصَّص كولبرغ بحثَيْن دَرَسَ فيهما تفاسير القرآن الشّيعيَّة القديمة، وخصّ كتاب أبي عبد الله أحمد بن محمد السيّاري «كتاب القراءات» ببحثٍ مستفيض.

### اتِّجاهات غربيَّة في دراسةالإسلام الشّيعيّ
للمُترْجَم مُساهَمة في دراسة اتّجاهات البحث السّائدة في الغرب للإسلام الشّيعي. ولهُ بحث آخر تناول فيه أوصاف موت النّبيّ محمّد كما صَوّرته المصادر الغربيَّة القروَسطيَّة.

### سِيَروتراجم
كتب كولبرغ قُرابة 30 ترجمة لأهمّ أعلام المسلمين (معظمهم من الشّيعة)، وغالبيَّة هذه التّراجم هي ثمرة أبحاث طويلة الأمد، نُشرت معظمها في موسوعات مختلفة، مثل: دائرة المعارف الإسلاميَّة (الطّبعة الثّانية منها) والموسوعة الإيرانيَّة. وثمّة ترجمتان أصدرهما كمقالتين بالمشاركة مع بنيامين زئيف كيدار، تناول فيهما سيرة حياة اثنين من الأطبّاء النّصارى في الحقبة الصّليبيَّة، اللذين كانت لهُما علاقات وطيدة مع الصّليبيّين.

## كُتُب من تحريره
- Shi'ism. Vol. 33 of The Formation of the Classical Islamic World, General Editor: Lawrence I. Conrad. Aldershot 2003.
- (Ella Landau-Tasseron and David Shulman بالتّعاوُن مع): Classical and South Asian Islam: Essays in Honour of Yohanan Friedmann (vol. 33 of Jerusalem Studies in Arabic and Islam, 2007).

## كتاب تكريميّ له، ومقالات عن أبحاثه
- Le shi'isme imamite quarante ans après: hommage à Etan Kohlberg. Edited by Mohammad Ali Amir-Moezzi, Meir M. Bar-Asher, Simon Hopkins. Bibliothèque de l'Ecole des Hautes Etudes, Sciences Religieuses, vol. 137, Turnhout: Brepols, 2009, 438 pp. (يتضمَّن هذا المجلَّد التّكريميّ مقالاتٍ بالفرنسيَّة، والإنجليزيَّة)

- يتضمّن الكتاب التّكريميّ مقالة كتبها فرانك ستيوارت تتناول سيرة حياة إيتان كولبرغ، وقائمة ببليوغرافيا بأبحاثه، ودراساته.Frank H. Stewart, "Etan Kohlberg", pp. 11–23.

## ببليوغرافيا بأبحاثه، ومقالاته
- "Some Notes on the Imamite Attitude to the Qur'ān". Islamic Philosophy and the Classical Tradition: Essays Presented to R. Walzer, ed. S.M. Stern, A. Hourani, V. Brown, Oxford 1972, pp. 209–224.
- "Some Imāmi Shī'i Views on taqiyya". Journal of the American Oriental Society 95/3 (1975), pp. 395–402 = BL, art. III.
- "The Development of the Imami Shi'i Doctrine of jihad". Zeitschrift der Deutschen Morgenländischen Gesellschaft 126/1 (1976), pp. 64–86 = BL, art. XV. Reproduced in Shiism, ed. Colin Turner and Paul Luft, Routledge 2007.
- "From Imamiyya to Ithna 'Ashariyya. Bulletin of the School of Oriental and African Studies 39/3 (1976), pp. 521–534 = BL, art. XIV. Arabic translation, "Min al-imamiyya ila l-ithnay ashariyya", in al-Ijtihād, [Beirut] 5/19 (1413/1993), pp. 165–182. Persian translation, "Az imamiyya ta ithna 'ashariyya", in Faslnama-i pazhuhashti-i danishgah-I imam Sadiq 1/2 (1374sh/1995), pp. 201–220. Turkish translation (by Cemil Hakyemez), "Imamiyye'den Isnaaseriyye'ye", in Dinbilimleri Akademik Arastirma Dergisi (Journal of Academic Research in Religious Sciences), 5/3 (August 2005), pp. 287–302.
- "The Term `Rafida' in Imami Shī'i Usage". Journal of the American Oriental Society 99/4 (1979), pp. 677–679 = BL, art. IV (different pagination). Turkish translation (by H. Ibrahim Bulut), "Imamiyye Siasi Geleneginde Rafizi Terimi", in Kelam Arastirmalari Dergisi 2/2 (2004), pp. 117–124.
- "The Term 'Muḥaddath' in Twelver Shī'ism". Studia Orientalia Memoriae D.H. Baneth Dedicata, Jerusalem 1979, pp. 39–47 = BL, art. V.
- "Some Shi'i Views of the Antediluvian World". Studia Islamica 52 (1980), pp. 41–66 = BL, art. XVI".
- "The Evolution of the Shi'a". The Jerusalem Quarterly 27 (1983), pp. 109–126 = BL, art. I (different pagination). نُشرَ في الأصل باللُّغة العبريَّة بعنوان: סיעתו של עלי, זמנים 8 (1982), עמ' 16-23. repr. in Martin Kramer (ed.), Meha'a u-mahpekha ba-islam ha-shi'i (Protest and Revolution in Shi'ite Islam), Tel-Aviv 1985, pp. 11–30.

"Some Imami Shi'i Views on the Sahaba". Jerusalem Studies in Arabic and Islam 5 (1984), pp. 143–175 = BL, art. IX".
- "The Position of the walad zina in Imami". Bulletin of the School of Oriental and African Studies 48/2 (1985), pp. 237–266 = BL, art. XI.
- . "Bara'a in Shī'i Doctrine. Jerusalem Studies in Arabic and Islam 7 (1986), pp. 139–175.
- "Al-usul al-arba'umi'a". Jerusalem Studies in Arabic and Islam 10 (1987), pp. 128–166 = BL, art. VII. Reproduced in Harald Motzki (ed.), Hadith: Origins and Developments, Vol. 28 of The Formation of the Classical Islamic World, General Editor: Lawrence I. Conrad, Aldershot 2004, chapter 6, pp. 109–147. Persian translation (by Muhammad Kasim Rahmati), "Al-usul al-arba'umi'a (aslihā-yi ciharganah), in ʿUlūm-i Ḥadīth 5/3 (1379sh/2000), pp. 69–123.
- "Imam and Community in the Pre-Ghayba Period". Authority and Political Culture in Shi'ism, ed. Said A. Arjomand, State University of New York Press, Albany 1988, pp. 25–53 = BL, art. XIII.
- . "Authoritative Scriptures in Early Imami Shi'ism. Les retours aux écritures: fondamentalismes présents et passés, édité par Evelyne Patlagean et Alain Le Boulluec, Bibliothèque de l'Ecole des Hautes Etudes, Section des Sciences Religieuses, Volume XCIX, Peeters, Louvain-Paris 1993, pp. 295–312.
- "Taqiyya in Shī'i Theology and Religion". Secrecy and Concealment: Studies in the History of Mediterranean and Near Eastern Religions, ed. Hans G. Kippenberg and Guy G. Stroumsa, Brill, Leiden 1995, pp. 345–380. Reproduced in Shi'ism, ed. Colin Turner and Paul Luft, Routledge 2007.
- . "Medieval Muslim Views on Martyrdom". Koninklijke Nederlandse Akademie van Wetenschappen, Mededelingen van de Afdeling Letterkunde [ = Proceedings of the Royal Netherlands Academy of Arts and Sciences, the Humanities and Social Sciences Division], Nieuwe Reeks, Deel 60, no. 7, Amsterdam 1997, pp. 281–307. منه نُسخة باللّغة العبريَّة: "מות קדושים והקרבה עצמית באסלאם הקלאסי". בתוך פעמים 75 (1998), עמ' 26-5.
- "Western Accounts of the Death of the Prophet Muḥammad". L'Orient dans l'histoire religieuse de l'Europe: L'invention des origines. Bibliothèque de l'Ecole des Hautes Etudes, Sciences Religieuses, volume 110, ed. Mohammad Ali Amir-Moezzi and John Scheid, Turnhout-Paris 2000, pp. 165–195.
- "In Praise of the Few". Studies in Islamic and Middle Eastern Texts and Traditions in Memory of Norman Calder, ed. G.R. Hawting, J.A. Mojaddedi and A. Samely, Oxford University Press, Oxford 2000, pp. 149–162.
- . "Early Attestations of the Term `Ithna 'ashariyya". Jerusalem Studies in Arabic and Islam 24 (2000), pp. 343–357. Reproduced in Shī'ism, ed. Colin Turner and Paul Luft, Routledge 2007. Persian translation (by Muhammad Kazim Rahmati), "Nukhustin-i karburdha-yi istilah-i ithnay 'ashariyya, in Kitabmah-i din 4/11-12 (1380sh/2001), pp. 64–75. Turkish translation (by H. Ibrahim Bulut), "Isna-aseriyye Teriminin Ilk Kullanislari, in Kelam Arasturmalari Dergisi 2/1 (2004), pp. 95–108.

## هوامش
1. ↑  Jawāmi' Adāb al-Ṣūfiyya wa-'Uyūb al-Nafs wa-Mudāwatuhā by Abū 'Abd al-Raḥmān al-Sulamī (d.412 H). Max Schloessinger Memorial Series, Jerusalem 1976
2. ↑  Belief and Law in Imami Shi'ism. Variorum Reprints, Aldershot 1991.
3. ↑  A Medieval Muslim Scholar at Work: Ibn Ṭāwūṣ and His Library. Brill, Leiden 1992.
4. ↑  Revelation and Falsification: The Kitāb al-Qirā'āt of Aḥmad b. Muḥammad al-Sayyārī. Brill, Leiden 2009.
5. ↑  خصص كولبرغ لموقف الشيعة من القرآن إحدى مقالاته المُبكِّرة، وعنوانه: Some Notes on the Imamite Attitude to the Qur'ān. Islamic Philosophy and the Classical Tradition. Essays Presented to R. Walzer, ed. S.M. Stern, A. Hourani, V. Brown, Oxford 1972, pp. 209–224
6. ↑  Medieval Muslim Views on Martyrdom. Koninklijke Nederlandse
Akademie van Wetenschappen, Mededelingen van de Afdeling
Letterkunde, Nieuwe Reeks, Deel 60, no. 7, Amsterdam 1997, pp. 281–307. "Martyrs and Martyrdom in Classical Islam. Religions and Cultures:
First International Conference of Mediterraneum, ed. Adriana Destro
and Mauro Pesce, Global Publications, Binghamton, New York 2002,
pp. 91–120. "Shahīd: a Framework on Islamic Martyrdom. Cristianesimo nella Storia 27 (2006), pp. 129–141. Article "Shahīd, Encyclopaedia of Islam, New Edition. صورة النّبيّ محمّد شهيدًا: دراساتٌ في الإسلام المبكِّر، مُحاضرات ألقيت في اليوم الدِّراسيّ الذي أقيم تكريمًا للمستشرق مئير ي. كيستر، بمناسبة بلوغه التسعين عامًا، أورشليم، 2004، ص. 45-71.
7. ↑  The Term 'Rafida' in Imāmi Shīʿī Usage. Journal of the American Oriental Society 99/4 (1979), pp. 677–679
8. ↑  Some Imāmi Shīʿī Views on taqiyya. Journal of the American Oriental Society 95/3 (1975), pp. 395–402. Taqiyya in Shīʿī Theology and Religion. Secrecy and Concealment: Studies in the History of Mediterranean and Near Eastern Religions, ed. Hans G. Kippenberg and Guy G. Stroumsa, Leiden: E. J. Brill, 1995, pp. 345-380.
9. ↑  The Term 'Muḥaddath' in Twelver Shīʿism. Studia Orientalia Memoriae D.H. Baneth Dedicata, Jerusalem 1979, pp. 39–47
10. ↑  Article "Radjʿa". Encyclopaedia of Islam, New Edition
11. ↑  Barāʾa in Shīʿī Doctrine.Jerusalem Studies in Arabic and Islam 7 (1986), pp. 139–175.
12. ↑  Abū Turāb, Bulletin of the School of Oriental and African Studies 41/2 (1978), pp.347–352
13. ↑  From Imāmiyya to Ithnā ʿAshariyya, Bulletin of the School of Oriental and African Studies 39/3 (1976), pp. 521–534. "Early Attestations of the Term 'Ithnā ʿAshariyya'.Jerusalem Studies in Arabic and Islam 24 (2000), pp. 343–357
14. ↑  The Development of the Imāmī Shīʿī Doctrine of jihād. Zeitschrift der Deutschen Morgenländischen Gesellschaft 126/1 (1976), pp. 64–86
15. ↑  The Position of the walad zinā in Imāmi Shīʿism'. Bulletin of the School of Oriental and African Studies 48/2 (1985), pp. 237–266
16. ↑  Non-Imāmi Muslims in Imāmi fiqh. Jerusalem Studies in Arabic and Islam 6 (1985), pp. 99–105
17. ↑  Collection and Transmission of Shīʿī ḥadīth, and Description of the Corpus of Shīʿī ḥadīth. The Cambridge History of Arabic Literature, I, Cambridge University Press, Cambridge 1983, pp. 299–307
18. ↑  "An Unusual Shīʿī Isnād". Israel Oriental Studies 5 (1975), pp. 142–149
19. ↑  Al-ʾuṣūl al-ʾarbaʿumiʾa. Jerusalem Studies in Arabic and Islam 10 (1987), pp. 128–166
20. ↑  Some Imāmi Shīʿī Views on the Saḥāba. Jerusalem Studies in Arabic and Islam 5 (1984), pp. 143–175
21. ↑  ʿAlī b. Mūsā ibn Ṭāwūs and his Polemic against Sunnism. Religionsgespräche im Mittelalter, ed. Bernard Lewis and Friedrich Niewöhner, Wiesbaden 1992, pp. 325–350
22. ↑  מגמות בספרות הפרשנית השיעית-אמאמית הקדומה ותרומתו של אלסיארי. דבר דבור על אופניו: מחקרים בפרשנות המקרא והקוראן בימי הביניים מוגשים לחגי בן-שמאי, בעריכת מאיר בר-אשר, סימון הופקינס, שרה סטרומזה, ברונו קיאזה, ירושלים תשס"ז 2007, עמ' 413-446. المقالة بالعبريّة، وترجمتها بالعربيَّة: اتّجاهات في التّفسير الشّيعي الإماميّ القديم للقرآن ومساهمة السّيّاري فيه، ضمن: القولُ المُسَدَّد: أبحاث ودراسات في تفسير المقرا والقرآن في العصور الوسطى مهداة لحجاي بن شماي،تحرير: مئير بار آشر ، سيمون هوبكنز، سارة سطرومزة، برونو كيازي، أورشليم: مركز إسحق بن تسفي لدراسة الجاليات اليهودية في الشرق والجامعة العبرية، 2007. (with M.A. Amir-Moezzi) Remarques sur l'histoire de la redaction du Coran. Autour du Livre des recitations coraniques d'al-Sayyārī .Apocrypha, 18 (2007), pp. 247-288
23. ↑  Western Studies of Shi'a Islam. Shi'ism, Resistance, and Revolution, ed. M. Kramer, Boulder, Colorado 1987, pp. 31–44.
24. ↑  Western Accounts of the Death of the Prophet Muḥammad. L'Orient dans l'histoire religieuse de l'Europe: L'invention des origines. Bibliothèque de l'Ecole des Hautes Etudes, Sciences Religieuses, volume 110, ed. Mohammad Ali Amir-Moezzi and John Scheid, Turnhout-Paris 2000,pp. 165–195
25. ↑  (بالمشاركة مع B.Z. Kedar) A Melkite Physician in Frankish Jerusalem and Ayyūbid Damascus: Muwaffaq al-Dī n Yaʿqūb b. Siqlāb. Asian and African Studies 22 (1988), pp. 113–126. (بالمشاركة مع B.Z. Kedar) The Intercultural Career of Theodore of Antioch. Intercultural Contacts in the Medieval Mediterranean: Studies in Honour of David Jacoby, ed. B. Arbel, Tel Aviv and London 1996, pp. 164–176, [=Mediterranean Historical Review 10 (1995)].